# Martin Fuhrmann
Martin Fuhrmann (* um 1450 in Konitz im Deutschordensstaat; † 2. Oktober 1503 in Leipzig), auch Martin Conitzer, manchmal auch Martin von Conitz genannt, war ein deutscher Philologe, Theologe, Hochschullehrer und Gründer einer Stipendienstiftung.

## Leben und Karriere
Fuhrmann immatrikulierte sich 1468 an der Universität Leipzig und studierte dort Sprachen, die Schönen Künste sowie Theologie und Philosophie. In Leipzig hatte er im Sommersemester 1469 das Bakkalaurat und im Wintersemester 1474 den Grad eines Magisters der philosophischen Wissenschaften erworben. Daran war in jener Zeit die Verpflichtung gebunden, an der Hochschule Vorlesungen zu halten. Dies hatte er offensichtlich so gut absolviert, dass man ihn 1480 in den Senat der philosophischen Fakultät aufnahm.
Nach Beendigung des Studiums bekleidete er an der Universität Leipzig verschiedene akademische Ämter. 1480 und 1489 war er Rektor der Alma Mater sowie 1483 Dekan der Artistenfakultät. Nachdem er 1482 das Baccalaurat als senetatius der Theologie erworben hatte, wurde er 1494 auch Lizentiat der Fachrichtung. Vor 1499 hatte er den akademischen Grad eines Doktors der Theologie erworben. Er war auch Kanonikus von Zeitz und Merseburg. In seinem Testament stiftete er das sogenannte Stipendium Fuhrmannianum, das an Studierende aus seiner Heimatstadt Konitz vergeben wurde.